# Calyptronema cobbi
Calyptronema cobbi is een rondwormensoort uit de familie van de Enchelidiidae.